# カーク・フランクリン
カーク・フランクリン（Kirk Franklin、1970年1月26日 - ）は、アメリカ合衆国のゴスペル歌手。
ゴスペルをヒップ・ホップ等の音楽を取り入れた、アーバン・コンテンポラリー・ゴスペルというスタイルを用いている。また彼はクワイアを率いているが、伝統的なスタイルではなく、ストリート感覚のある洗練されたファッションセンスを持っている。

## 略歴
テキサス州生まれ。母親は出産当時15歳の未婚者だったため、3歳の時にクリスチャンである64歳の叔母に引き取られた。実の父親は誰であるかはカーク自身も知らない。
彼の音楽の才能を見出した叔母が、空きカン集めをして彼のピアノ・レッスン代を工面した。ピアノレッスンを4才から始め、才能はすぐ開花する。わずか7才でレコーディング契約を獲得するが、叔母に拒否される。11歳で教会の音楽リーダーとなる。反抗期を迎えるようになると、両親不在の寂しさからカークは非行へと走るようになる。しかし、15歳の時、親友が銃に撃たれて死亡したのを切っ掛けに、悔い改め、再び叔母の助けを借りて教会へ戻る。
以後ゴスペルに本腰を入れて曲を書き始める。当初は敬虔な信徒としての歌詞を書いていた。
1993年にデビュー・アルバム『カーク・フランクリン&ザ・ファミリー』でゴスペル界初のプラチナ・ディスクを獲得。
1996年にリリースした「Whatch Lookin' 4」でグラミー賞を初受賞。以降、23回のノミネーションと12回のグラミー賞を受賞している。
2013年にDonnie McClurkin、Marvin Sapp、Israel Houghtonと共に、The King's Menを結成。全米ツアーを行い、成功を収める。
2019年、ゴスペル界のグラミー賞といわれるゴスペルミュージック協会 (GMA) のダヴ・アワードと福音派のテレビ局クリスチャン・トリニティー・ブロードキャスティング・ネットワーク (TBN) をボイコットすると宣言。2016年と2019年、二度にわたってカークが受賞スピーチで警察による黒人への暴力とその犠牲者に言及した箇所を削除したことに対し、「彼らは私のスピーチに手を入れただけでなく、アフリカ系アメリカ人の体験にたいしても手を入れた」のだと訴えた。福音派はトランプ大統領と共和党の最大の支持母体であり、ブラック・ライヴス・マターに対して否定的であり、二度のコメント削除に対して TBN からはなんの返答も伝えられていない。カークに賛同し、ボイコットしたミュージシャンには、レクレーやジョナサン・マクレイノルズ、マーヴィン・サップらがいる。

## ディスコグラフィ

### アルバム
| タイトル                                           | 発売年 | 注釈                 |
| -------------------------------------------------- | ------ | -------------------- |
| Kirk Franklin & the Family                         | 1993   | Sparrow Records      |
| Kirk Franklin & the Family Christmas               | 1995   | Interscope Records   |
| Whatcha Lookin' 4                                  | 1996   | GospoCentric Records |
| God's Property From Kirk Franklin's Nu Nation      | 1997   | Interscope Records   |
| The Nu Nation Project                              | 1998   | Interscope Records   |
| Kirk Franklin presents 1NC                         | 2000   | B-Rite Music         |
| The Rebirth of Kirk Franklin                       | 2002   | GospoCentric Records |
| A Season of Remixes                                | 2003   | GospoCentric Records |
| Hero                                               | 2005   | GospoCentric Records |
| Kirk Franklin Presents: Songs For The Storm Vol. 1 | 2006   | GospoCentric Records |
| The Fight of My Life                               | 2007   | GospoCentric Records |
| Hello Fear                                         | 2011   | GospoCentric Records |
| Losing My Religion                                 | 2015   | RCA Records          |
| Long Live Love                                     | 2019   | RCA Records          |

## 参照
1. ↑  Kirk Franklin - IMDb（英語）
2. ↑  “Kirk Franklin” (英語). GRAMMY.com (2014年3月17日). 2019年1月29日閲覧。
3. ↑  Blistein, Jon (2019年10月29日). “Gospel Star Kirk Franklin Boycotts Dove Awards for Cutting Atatiana Jefferson Comments” (英語). Rolling Stone. 2020年12月12日閲覧。
4. ↑  Parke, Caleb (2019年10月30日). “Gospel artist Kirk Franklin boycotts TBN, Dove Awards for censoring acceptance speech” (英語). Fox News. 2020年12月12日閲覧。
5. ↑  “Instagram投稿の投稿者: Kirk Franklin 日時: 2019年10月月28日午後2時27分UTC”. Instagram. 2020年12月12日閲覧。
6. ↑  Kuruvilla, Carol (2019年10月29日). “Black Musicians Are Standing Behind Kirk Franklin's Boycott Of Evangelical TV Network” (英語). HuffPost. 2020年12月12日閲覧。